# Anthurium glaucospadix
Anthurium glaucospadix är en kallaväxtart som beskrevs av Thomas Bernard Croat. Anthurium glaucospadix ingår i släktet Anthurium och familjen kallaväxter. Inga underarter finns listade.